# Bidʿa
Bidʿa (arabisch بدعة, DMG bidʿa; Plural arabisch بِدَع, DMG bidaʿ) ist ein Konzept der islamischen Theologie und Jurisprudenz, das eine religiöse Neuerung kennzeichnet, die sich nicht auf den Koran und die Sunna zurückführen lässt, sondern allein auf menschlichen Überlegungen beruht. Eine Person, die solche Neuerungen verbreitet, wird auf Arabisch als Mubtadiʿ (Neuerer, Erfinder z. B. neuer Riten) bezeichnet. Grundsätzlich gelten religiöse Neuerungen als unstatthaft, allerdings gibt es auch das Konzept der „guten Neuerung“. Neuerungen, die keinen religiösen Gehalt haben, gelten allgemein als unproblematisch. Eine Person, die nicht religiöse Neuerungen aufbringt, sondern durch ihr Wirken die islamische Religion erneuert, wird als Mudschaddid bezeichnet.

## Grundlagen der Bidʿa-Ablehnung
Grundlage für die strenge Haltung gegenüber Erneuerungen ist folgender Hadith, der über Dschābir ibn ʿAbdallāh auf den Propheten zurückgeführt wird:

„Fürwahr, die wahrhafteste Mittheilung (aṣdaqu ʾl-ḥadīṯ) ist das Buch Gottes, die beste Leitung ist die Leitung Mohammeds. Die schlechtesten Dinge sind die neu hervorgebrachten (šarru ʾl-umūr muḥdaṯātuhā), und jede Neuerung ist Irrtum (wa-kullu bidʿa ḍalāla).“

In einem dem Propheten zugeschriebenen Spruch heißt es: „[…] das schlechteste der Dinge sind die Neuerungen, jede Neuerung ist Ketzerei, und jede Ketzerei ist Irrthum und jeder Irrthum führt in die Hölle.“ Neben den Hadithen, die man entweder auf Mohammed oder auf seine Gefährten zurückgeführt hat, entstanden bereits im späten 9. Jahrhundert Schriften, die Bidʿa zum Thema hatten.

### Muḥammad b. Waḍḍāḥ al-Qurṭubī
Die früheste heute vorliegende Schrift in dieser Gattung unter dem Titel: „Mā ǧāʾa fī ʾl-bidaʿ“ geht auf Muḥammad b. Waḍḍāḥ aus Cordoba (gest. 899) zurück. In zwei Kapiteln stellt der Verfasser abzulehnende Neuerungen, d. h. die Bidʿa und alle Bidaʿ, durch Prophetensprüche in unterschiedlichen Varianten dar. Im Kapitel Jede Neuerung ist Bidʿa (S. 61–78) und unter dem Titel Die Schaffung von Neuerungen (iḥdāth al-bidaʿ, S. 79–82) beschreibt er die Einführung und Pflege allgemein bekannter Neuerungen aus seiner Sicht als Sunnit und als Anhänger der Mālikiten in Medina. Im textkritischen Apparat zeigen die Herausgeber Textvarianten auf, die im verwendeten Handschriftenbestand eindeutig auf inhaltlich bekannte Textzeugnisse der Sprüche zurückzuführen sind, aber durchgehend nicht als gesund (ṣaḥīḥ) oder gut/schön (ḥasan), sondern eindeutig als schwach (ḍaʿīf) einzustufen sind oder gar auf Korruptele zurückgehen.
Die Handlungen unzulässiger und verpönter Neuerungen, die der allgemein praktizierten Sunna widersprechen, werden erst in den folgenden Kapiteln beschrieben.
In einer Episode aus der Zeit von Mālik ibn Anas (gest. 795) beschreibt der Verfasser einen Gebetsrufer der Stadt, der durch sein frühzeitiges Adhān zum Morgengebet die Belohnung Gottes (tathwīb) für die Menschen angestrebt haben soll. Die Ablehnung dieser Neuerung begründete Mālik b. Anas wie folgt: „[…] tue es nicht. Führe keine Neuerung in unserem Land ein, was nicht gewesen ist. Der Gesandte Gottes weilte in diesem Land zehn Jahre. Weder Abū Bakr noch ʿUmar noch ʿUthmān haben es getan.“ Nach einer Weile machte sich der Gebetsrufer durch Räuspern auf dem Minarett bemerkbar oder klopfte an den Türen, um dadurch die Gebetszeit anzudeuten. Der Verfasser fügt hinzu, dass diese letztere Sitte vor allem in Kufa und bei einigen Ibaditen heimisch gewesen sein soll. In manchen Kreisen hat man diese Neuerung, stets die Belohnung Gottes suchend, vor dem Maghrib praktiziert (S. 89, Nr. 100).
Im nächsten Kapitel beschreibt der Verfasser Neuerungen, die erst nach dem Tod des Propheten in der Folgegeneration als āthār (Spuren, Zeichen) aus der Zeit Muhammads entstanden sind. Der Mufti von Ṭarasūs in Syrien berichtet, dass der Kalif ʿUmar den Baum bei al-Ḥudaibīya, unter dem der Prophet einen Vertrag mit den Mekkanern ausgehandelt hatte, fällen ließ, da die Gläubigen in der Folgezeit unter dem Baum ihre Gebete verrichteten, der Kalif dagegen den Ausbruch von Zwietracht (wörtlich: fitna) unter ihnen befürchtete (S. 91, Nr. 105).
Mālik b. Anas und andere Gelehrte von Medina haben ihren Widerwillen auch gegen den Besuch der Moscheen und der Gedenkstätten (āthār) des Propheten, mit Ausnahme der Qubāʾ, der ersten Moschee im Islam und Uhud, gezeigt (S. 91–92, Nr. 106). Mālik soll allerdings auch den Besuch von Qubāʾ selbst mit der Befürchtung abgelehnt haben, dass dadurch eine neue Sunna entstehen könnte (S. 95, Nr. 117).
Die Bedeutung der Nacht Mitte des Monats Schaʿbān ist umstritten geblieben, denn selbst der Prophet soll betont haben, dass Gott um diese Zeit allen Geschöpfen, bis auf die „Streitsuchenden“ verzeihen wird. Gemäß Anweisung Mohammeds soll man an diesem Tag fasten. Dennoch weiß Ibn Waḍḍāḥ auf eine Aussage des bekannten Koranexegeten ʿAbd ar-Raḥmān b. Zaid b. Aslam (gest. 798) in Medina. hinzuweisen: „[…] ich kenne unter unseren Lehrern und Rechtsgelehrten niemanden, der sich um die Nacht in der Mitte von Schaʿbān gekümmert hätte […]“. Ein gewisser Ziyād an-Numairī, der Qāḍī gewesen sein soll, stellt fest: „[…] der Verdienst für (die Einhaltung) der Mitte von Schaʿbān ist wie für die Lailat al-Qadr.“ Der Überlieferer dieser Aussage fügt hinzu: „[…] hätte ich es (direkt) von ihm gehört und einen Stock in der Hand gehabt, hätte ich ihn damit verprügelt.“ (S. 101, Nr. 120).
Eine weitere Sitte im frühen Ritual als „Neuerung“ war die Versammlung der Muslime am Tag von ʿArafāt bei Mekka in der Moschee des Propheten in Medina. Der einflussreiche Gelehrte Ibrāhīm an-Nachaʿī (gest. 715) in Kufa lehnte diese Praxis als muḥdath ab (S. 102, Nr. 122).
In einem langen Abschnitt (S. 104–116; Nr. 126–151) fasst Ibn Waḍḍāḥ den grundsätzlich abzulehnenden Umgang mit den „Störern“ und „Unruhestiftern“, kurz: mit den Erfindern von Neuerungen und Anhängern von Sekten (ahl al-ahwāʾ) zusammen. Die Hauptquelle in diesem Kapitel ist Asad b. Mūsā (gest. 827 in Basra). Wegen seines Festhaltens an der Sunna des Propheten nannte man ihn „Löwe der Sunna“. Den bereits genannten al-Ḥasan al-Baṣrī lässt man sprechen: „[…] leiste dem Bidʿa-Anhänger keine Gesellschaft, denn er macht Dein Herz krank.“ (S. 104, Nr. 126). Der Traditionarier ʿUrwa ibn az-Zubair (gest. 712–713), der vor allem durch seine Prophetenbiographie und Überlieferungen über die frühislamische Geschichte bekannt ist, soll, in der Überlieferung seines Sohnes Hischām (gest. 763), einen dem Propheten zugeschriebenen Spruch zitiert haben: „Wer den Bidʿa-Anhänger respektiert, der unterstützt die Zerstörung des Islams.“ (S. 105, Nr. 130.).

## Bidʿa bei der Koranrezitation
Ein bekannter Zeitgenosse von Ibn Waḍḍāḥ war der anfangs in Cordoba wirkende Gelehrte auf den Gebieten der Islamischen Jurisprudenz und des Ḥadīth Yaḥyā b. ʿUmar b. Yūsuf al-Kinānī (geb. 828). Er hielt seine Vorlesungen in der Hauptmoschee von Kairouan. Der Unterricht einer Traditionssammlung in der Hauptmoschee ist am Kolophon eines Fragmentes vollständig erhalten: Radschab 272/Dezember 885. Seine letzten Jahre verbrachte er im Ribāt von Sousse, wo er 902 verstarb. Sein Aḥkām as-sūq über die islamrechtlichen Regelungen des Marktwesens ist in einer späteren Abschrift vollständig erhalten.
Seine nur in kleinen Fragmenten erhaltenen Schriften sind erstmals in den 1990er Jahren gesichtet und beschrieben worden.
Auf einem nur fragmentarisch erhaltenen Blatt, das zu den Kollegschriften von Yahyā b.ʿUmar gehören dürfte, ist lediglich der Titel eines neuen Kapitels erhalten: (Rezitation) des Korans mit sprachlichen Mängeln mit der Ablehnung bei denjenigen zu studieren, die diese Mängel praktizieren. Der arabische Fachausdruck ‚sprachliche Mängel‘ heißt in den Abhandlungen der Koranlesung laḥn/Plural alḥān und wird unterschiedlich bewertet.
Wie diese sprachlichen Mängel entstehen, schreibt der Verfasser dem fehlerhaften Verständnis von Sure 73, Vers 4:wa-rattili ʾl-qurʾāna tartīlan:„trag den Koran regelrecht (?) (oder: gleichmäßig (?), oder bedächtig (?)) vor!“ Die Auslegung des Verses ist allerdings selbst in der Koranexegese stets umstritten geblieben. Yaḥyā b.ʿUmar beschreibt die Entstehung dieser Bidʿa in der Koranlesung in einer inhaltlich einzigartigen Darstellung wie folgt:

„Diejenigen, die weder über diese Überlieferungen noch über ihre Interpretation Wissen haben, aber dachten, daß ihre Erklärung dem entspricht, was sie im Koran an Stimmen des Gesanges und an lautem Singen neu geschaffen haben. Dadurch sind sie jedoch in die Versuchung (Fitna) hineingeraten und ihre Töne in Versmaße gefaßt. Dann haben sie sich gegenseitig so unterrichtet, wie man den Sängerinnen Töne des Gesangs beibringt. Sie haben sogar angefangen, für einen Koranvers unterschiedliche Klänge festzulegen: für einen Vers den Klang so (und so), für einen (anderen) Vers den Klang so (und so). Das ist eine ungeheuerliche Neuerung im Islam. Denn die Auslegung des (Prophetenspruches): schmückt den Koran mit eurer Stimme aus! bedeutet, daß der Rezitator den Koran Wort für Wort auf geordnete Weise vorträgt – wie dies der Prophet in seiner Rezitation gemäß Gottes Befehl getan hatte. Wir haben seine Rezitation am Anfang dieses Buches dargestellt. Dann haben es seine Nachfolger nach ihm erörtert.“

Auch in seinem Alltag in Kairouan bestand er darauf, jede Art von Neuerungen zu verhindern. Die Sitte der Seidenweber und Verkäufer der Stadt am 10. Tag von Radschab und Schaʿbān die-Takbīr-Formel überlaut zu artikulieren, hat er, lokalhistorischen Berichten zufolge, stets als Bidʿa verboten.
Das umfangreichere Werk des Andalusiers Abū Bakr at-Turtūschī (gest. 1126 in Alexandria) aus Tortosa ist unter dem Titel „Kitāb al-ḥawādith wal-bidaʿ“ („Buch der Schicksalsschläge und Neuerungen“) erschienen, herausgegeben von ʿAbd al-Maǧīd Turkī, Beirut 1990. Davon liegt die spanische Übersetzung El libro de las novedades y las innovaciones von Maribel Fierro vor (Fuentes Arábico-Hispanas, Band 14, Madrid 1993). In Alexandria, am letzten Wahlort seiner wissenschaftlichen Karriere, überlieferte er das Buch an drei seiner Schüler u. a. an den damals jungen Abū Ṭāhir as-Silafī (gest. 1180).
Bis ins 16. Jahrhundert wurde der Bidʿa-Begriff vor allem mit Bezug auf religiöse Praktiken und Glaubensvorstellungen genutzt. In juristischen Kontexten fand er nur selten Verwendung. In nicht-religiösen oder sozialen Gepflogenheiten des Alltags hat man den Begriff nicht verwendet.

## Die gute Bidʿa
Neben der verwerflichen Neuerung gibt es auch das Konzept der guten bzw. lobenswerten oder erlaubten Neuerung (bidʿa ḥasana, bidʿa maḥmūda, bidʿa mubāḥa). Die Diskussion darüber, was als eine gute „Neuerung“ und was als eine schlechte „Neuerung“ – und somit als Ketzerei – gilt, ist alt. So wird asch-Schāfiʿī mit dem Ausspruch zitiert: „Eine Neuerung, die dem Koran, einer Sunna, einem Athar oder dem Konsensus widerspricht, ist eine ketzerische Neuerung. Wenn aber etwas Neues eingeführt wird, was an sich nicht schlecht ist und den erwähnten Autoritäten des religiösen Lebens nicht widerspricht, das ist eine lobenswerte, nicht verwerfliche Neuerung.“
Nach an-Nawawī (gest. 1277) war die Aussage im Hadith, jede Neuerung sei ein Irrtum, so zu verstehen, dass das für die meisten Neuerungen zutreffe. Die muslimischen Gelehrten hätten jedoch gelehrt, dass es fünf Arten von Neuerungen gebe: die obligatorische (al-wāǧiba), die empfohlene (al-mandūba), die verbotene (al-muḥarrama), die verhasste (al-makrūha) und die erlaubte (al-mubāḥa). Als Beispiel für obligatorische Neuerungen nennt an-Nawawī die Zusammenfügung der Argumente der Mutakallimūn zur Widerlegung der Ketzer und Neuerer und Ähnliches, als Beispiele für empfohlene Neuerungen nennt er die Abfassung von wissenschaftlichen Büchern und den Bau von Schulen und Ribāten, als erlaubte Neuerung nennt er die eingehende Beschäftigung mit verschiedenen Sorten von Speisen.
Besonders im hanafitischen Madhhab, der das Rechtsinstrument des istiḥsān (Gutdünkens) kennt, griff man in der frühen Neuzeit gerne auf das Konzept der erlaubten bzw. guten Neuerung zurück. So verteidigte zum Beispiel der Hanafit ʿAlī al-Qārī (gest. 1606) die zu seiner Zeit in Mekka bestehende Organisationsform des Ritualgebetes, bei der die Angehörigen der verschiedenen sunnitischen Rechtsschulen in getrennten Gruppen nacheinander bzw. nebeneinander beteten, gegen Kritiker als „gute Neuerung“ (bidʿa ḥasana) und verwies in diesem Zusammenhang auf den Ausspruch des Prophetengefährten ʿAbdallāh ibn Masʿūd: „Was die Muslime für gut erachten, ist auch bei Gott gut“ (mā ra'ā-hu l-muslimūn ḥasanan fa-huwa ʿinda Llāhi ḥasanun).

## Haltung der Muslime gegenüber Bidʿa
Während Muslime seit dem Mittelalter abwägen, ob eine Erneuerung nun eine gute Bidʿa oder eine schlechte Bidʿa sei, findet man vor allem unter wahhabitisch und salafistisch geprägten Muslimen eine strenge Ablehnung jeglicher Erneuerungen, im Extremfall bis hin zur Ablehnung jeglicher Erfindungen der Neuzeit, etwa Elektrizität und Computer.